# Zeta Reticuli: A Tale About Hatred and Total Enslavement
Zeta Reticuli: A Tale About Hatred and Total Enslavement – drugi pełny album studyjny polskiego zespołu black metalowego Arkona.

## Lista utworów
1. "Kiedy Głaz Nadaje Kształt Boskiej Naturze / Krąg Ognia..." - 07:53
2. "Demoniczne spojrzenia bogów skierowane na Arkonę w dobie rozkwitu nowej wiary..." - 04:27
3. "Pozorna wada niedostępności tajemnic bogów którymi nie gardzi pogańska duma..." - 04:18
4. "Niezwykle uciążliwa droga do gwiazd oraz odwieczna niemoc w zrozumieniu prawdy ukrytej na biegunach strachu..." - 05:20
5. "Gorycz łez nektaru wieczności..." - 08:05
6. "Odejdę w dniu gdy dźwięk zamilknie..." - 05:09
7. Zeta Reticuli - ostateczne pojednanie ze stwórcami bez konieczności dalszej reinkarnacji..." - 07:28